# 198 هـ
198 هـ هي سنة في التقويم الهجري امتدت مقابلةً في التقويم الميلادي بين سنتي 813 و814.

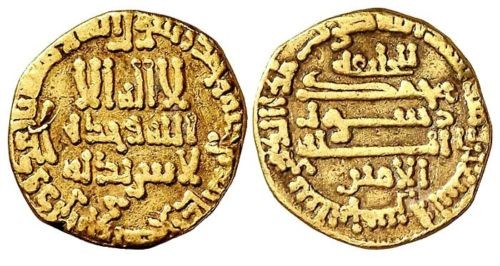
دينار عباسي ضرب في عهد الأمين عام 811م

## أحداث
- مصرع الخليفة العباسي الأمين بعد الحرب الاتي دارت بينه وبين اخيه المأمون بسبب الخلاف على الحكم وتولى المأمون الحكم

## وفيات
- جودي بن عثمان
- سفيان بن عيينة
- صفوان بن عيسى الزهري
- عبد الرحمن بن مهدي
- معن بن عيسى
- أبو عبد الله محمد الأمين
- يحيى القطان
- الخليفة العباسي الأمين قتلا على يد قوات اخيه المأمون